# أغوستين ألميندرا
أغوستين إيزيكيل ألميندرا (بالإسبانية:  Agustín Ezequiel Almendra)‏ هو لاعب كرة قدم أرجنتيني في مركز الوسط ولد في يوم 11 فبراير 2000، يلعب حالياً مع نادي بوكا جونيورز ولعب مع منتخب الأرجنتين تحت 17 سنة لكرة القدم ويبلغ طوله 180 سم.

## روابط خارجية
- أغوستين ألميندرا على موقع قاعدة بيانات كرة القدم.إي يو (الإنجليزية)
- أغوستين ألميندرا على موقع Soccerway.com (الإنجليزية)
- أغوستين ألميندرا على موقع عالم كرة القدم.نت (الإنجليزية)